# فرودگاه منطقه‌ای همند نرتشر
فرودگاه منطقه‌ای همند نرتشر (به انگلیسی: Hammond Northshore Regional Airport) یک فرودگاه همگانی بهره‌برداری هوایی است که یک باند فرود آسفالت و بتن دارد و طول باند آن ۱۹۸۲ متر است. این فرودگاه در کشور ایالات متحده آمریکا قرار دارد و در ارتفاع ۱۴ متری از سطح دریا واقع شده‌است.